# Birtukan Fente
Birtukan Fente (née le 18 juin 1989) est une athlète éthiopienne, spécialiste du 3 000 m steeple.

## Biographie
Elle participe aux championnats du monde 2017 et se qualifie pour la finale du 3 000 m steeple.

## Palmarès
| Date | Compétition           | Lieu    | Résultat | Épreuve         | Temps |
| ---- | --------------------- | ------- | -------- | --------------- | ----- |
| 2017 | Championnats du monde | Londres | finale   | 3 000 m steeple | DNS   |

### Records
| Épreuve         | Performance   | Lieu | Date        |
| --------------- | ------------- | ---- | ----------- |
| 3 000 m steeple | 9 min 24 s 91 | Rome | 4 juin 2015 |